# Сейнт Хелънс (вулкан)
Вижте пояснителната страница за други значения на Света Елена.
Сейнт Хелънс (Света Елена) (на английски: Mount St. Helens) е активен стратовулкан в окръг Скамания, щата Вашингтон. Английското си име получава в чест на британския дипломат лорд Сейнт Хелънс, приятел на изследователя на Северна Америка Джордж Ванкувър.
Вулканът става най-известен с гигантското си изригване в 8:32 часа на 18 май 1980 г. Това е най-смъртоносното и най-разрушителното в икономически план изригване в историята на САЩ. Загиват 57 души, разрушени са 250 къщи, 47 моста, 24 км жп линии и 298 км магистрали. От изригването горната част на конусовидния вулкан е разрушена и изхвърлена във въздуха. Височината на върха Сейнт Хелънс намалява с около 400 м (от 2950 на 2500 м). Образува се масивно свлачище и срутище от каменни блокове и дървета с обем около 2,9 куб. км.